# Denomination (Religion)
Mit dem Begriff Denomination wird – im weitesten Sinn vergleichbar mit dem im deutschsprachigen Raum gängigen Begriff Konfession – eine unter einem eigenen Namen auftretende Glaubensgemeinschaft mit eigener Tradition und Prägung bezeichnet oder ein Verband von kirchlichen Ortsgemeinden.
Eine religiöse Denomination ist eine Untergruppe innerhalb einer Konfession oder Religion, deren Angehörige in ihren gemeinsamen Glaubensaussagen und Praktiken geeint sind. Der Name der Denomination steht für die gemeinsame Identität und für die typischen Glaubensaussagen der Gruppe, die sich damit zu anderen Gruppierungen abgrenzt und die Besonderheit der eigenen Erkenntnis und Praxis hervorhebt.

## Geschichte
Erstmals belegt ist die Verwendung der englischen Bezeichnung Denomination für verschiedene Glaubensrichtungen innerhalb des Christentums in den nachmaligen USA für das Jahr 1688 in einem Vortrag von Samuel Willard, Pfarrer an der damaligen Old South Church in Boston.
Verbreitung fand die Bezeichnung Denomination im englischen Sprachbereich im 18. Jahrhundert dank der Erweckungsbewegungen in Großbritannien und dem Great Awakening in den amerikanischen Kolonien, die den als negativ empfundenen Begriff sect (deutsch: Sekte) ablehnten. Im Gegensatz zu sect wurde die Bezeichnung Denomination wegen ihrer Neutralität in weiten Teilen der verschiedenen Glaubensgemeinschaften akzeptiert.
Eine frühe Definition des Begriffs gab der hauptsächlich in New Jersey wirkende Gilbert Tennant: “All societies who profess Christianity and retain the fundamental principles thereof, notwithstanding their different denominations and diversity of sentiments in smaller things, are in reality but one Church of Christ, but several branches (more or less pure in minuter points) of one visible kingdom of the Messiah.”
Ursprünglich wurde der Begriff Denomination nur für christliche, hauptsächlich evangelische Glaubensgemeinschaften verwendet. In jüngerer Zeit wird er, besonders in den USA, auch für andere Glaubensgemeinschaften, beispielsweise des Judentums, gebraucht, wie orthodoxes, konservatives, liberales oder rekonstruktionistisches Judentum.

## Das Entstehen einer Denomination
Am Ursprung einer Denomination steht ein historisches Ereignis, eine spezifische geografische und sozio-kulturelle Besonderheit. Neue Denominationen werden oft von einer oder mehreren herausragenden Persönlichkeiten geprägt, die den Anstoß zum Entstehen einer Sondergruppe innerhalb der religiösen Gemeinschaft geben. Anlass sind einzelne Glaubensinhalte, die stärker hervorgehoben werden, neue Überzeugungen oder Erfahrungen, die verbreitet werden, oder es sind veränderte Ansichten zu Glaubensaussagen, die in den Vordergrund treten. Oft geht es bei der angestrebten Veränderung auch um die Erneuerung ursprünglicher Glaubensinhalte, bzw. um eine religiöse Reformation.
Die entstandene Untergruppe bekommt – oft von außen – einen neuen Namen, um sie von der Herkunftsgemeinschaft und von anderen Denominationen begrifflich zu unterscheiden; manchmal wirken juristische Gründe mit. Die Namensgebung orientiert sich entweder an den Gründern der neuen Gemeinschaft (z. B. Mennoniten, Hutterer) oder an besonderen Inhalten, die erneuert oder neu beigefügt wurden (z. B. Baptisten wegen ihrer Praxis der Gläubigentaufe).
Die neue Denomination wird in ihren Anfängen von der ursprünglichen religiösen Gemeinschaft psychologisch oft als Abspaltung angesehen. Eine einfache „soziale Zellteilung“ liegt eher selten vor, weil intensive Gespräche und Gedanken vorausgehen, eventuell laut ausgetragener Streit. Beispiel: Eine dogmatisch auftretende, einflussreiche Gruppe wird als Vetorechts-Minorität empfunden. Eine Spaltung liegt erst vor, wenn sich eine Gruppe in einem ständigen Kommunikations-Rückstand wähnt und ihn über längere Zeit nicht aufzuholen weiß. Meistens führt dies zu Ablösungen Einzelner oder ideologisch nicht homogener Gruppen. Eine Neu-Gründung und damit eine Art Proto-Denomination geschieht erst, wenn eine Gruppe einen Kondensationspunkt für ein gemeinsames Wir-Gefühl erreicht, etwa durch einen wortgewaltigen Anführer in Kombination mit einer größeren Gruppe von Neuorientierungs-Willigen, welche eine Zukunft in Beständigkeit sucht. Damit kann die Proto-Denomination für die Einzelnen als plausible Option wahrgenommen werden.

## Beispiele

### Christliche Denominationen
- Um den anglikanischen Pfarrer John Wesley sammelten sich Anhänger, als dieser Buße und Wiedergeburt predigte und die Neubekehrten in Gruppen unterrichtete. Seine Anhänger stellen diese Methode in den Mittelpunkt christlichen Lebens, daraus entstand später die Denomination der Methodisten.
- Der von der Anglikanischen Kirche zum Methodismus übergetretene William Booth predigte den Armen und Alkoholabhängigen auf der Straße und wurde zum Gründer der Heilsarmee.
- Um 1900 kamen einzelne Christen aus der Heiligungsbewegung und aus Methodistengemeinden mit der Erfahrung der Taufe im Heiligen Geist und der Lehre von den Gaben des Geistes in Berührung und gründeten die ersten Pfingstgemeinden.
- Die Episkopalkirche der Vereinigten Staaten entwickelte sich aus der Anglikanischen Gemeinschaft und zählt zu ihren Mitgliedern zahlreiche US-Präsidenten, darunter George H. W. Bush.

### Jüdische Denominationen
- Aus dem amerikanisch-jüdischen Reformjudentum entstand das konservative Judentum (Conservative Judaism), das Ende 19. Jahrhundert von gemäßigt fortschrittlichen, d. h. konservativen Rabbinern gegründet wurde, denen die Reformen der Rabbiner des Reformjudentums zu weit gingen.
- Aus dem konservativen Judentum entstand 1955 wiederum das rekonstruktionistische Judentum, das von dem am konservativen Jewish Theological Seminary lehrenden amerikanischen Rabbiner Mordecai Kaplan ab den 1920er Jahren entwickelt worden war.

### Islamische Denominationen
- Mit dem Anspruch und Ziel einer Erneuerung des Islam wurde in den späten 1880er Jahren von Mirza Ghulam Ahmad die Ahmadiyya-Reformbewegung begründet.

## Religionssoziologische Definition
In der Religionssoziologie wird der Begriff Denomination für Religionsgemeinschaften verwendet, die nicht auf dem Prinzip der Mitgliedschaft von Gesamtbevölkerungen basieren (Staatskirche, Volkskirche), die aber auch nicht bloße Vereins- oder Freiwilligenkirchen sind. Denominationen bilden in diesem Sinne einen Zwischentyp, der größere Bevölkerungsgruppen mit charakteristischen Gemeinsamkeiten (schichtenspezifischer, ethnischer oder sozialökologischer Art) in sich aufnimmt, sich dauerhaft organisiert und sich von anderen Religionsgemeinschaften durch dogmatische oder kultische Besonderheiten abgrenzt.